# Per Eriksson Orre
Per (Peder) Eriksson Orre (1629–1693) var borgmästare i Vadstena stad.

## Biografi
Orre var 1659 tullfövaltare. 1668 blev han rådman i Vadstena stad. Orre blev 1683 borgmästare i Vadstena stad.